# Jules-Maurice Abbet

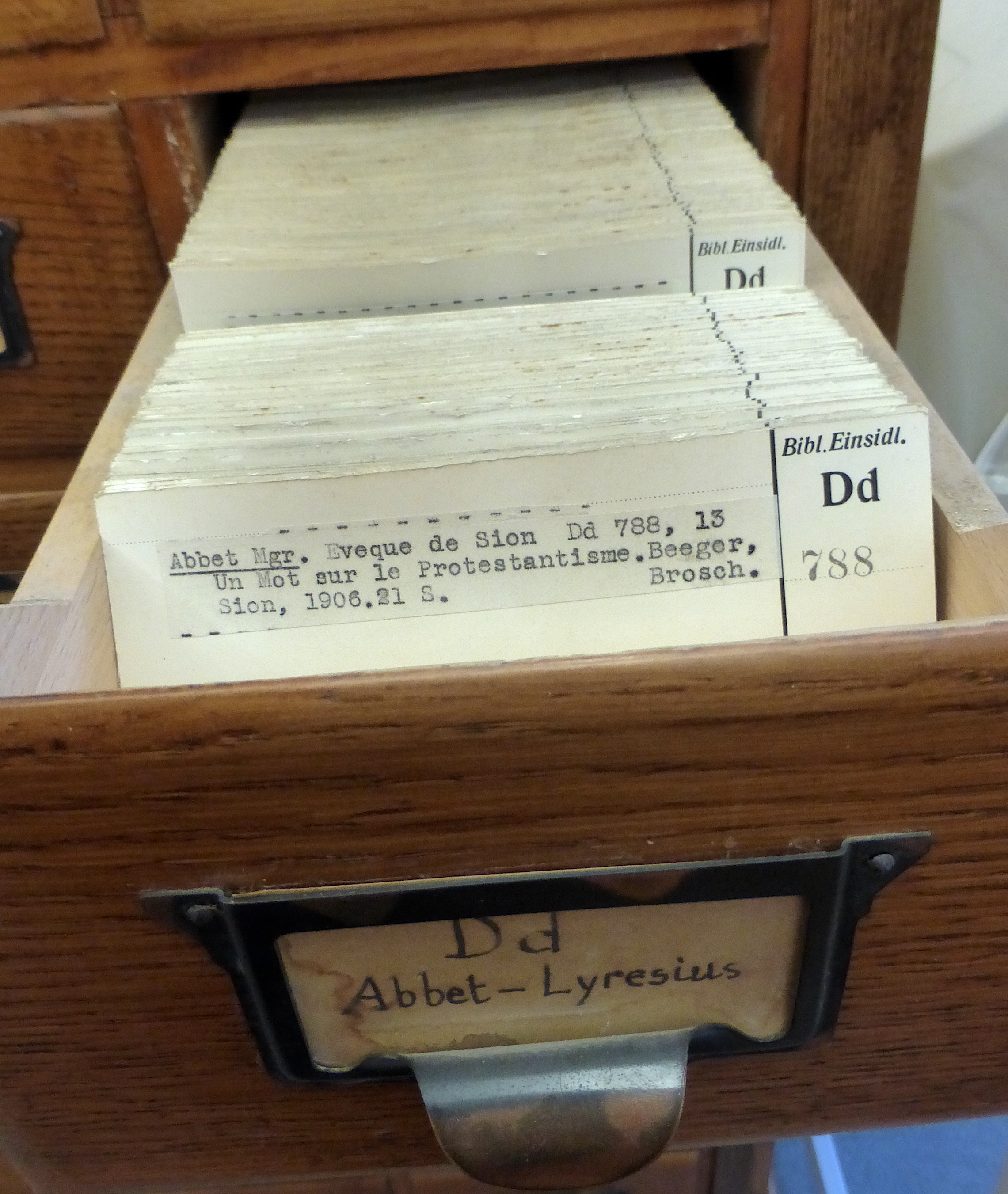
Nachweis einer Publikation von Jules-Maurice Abbet: Abbet Mgr. Evêque de Sion / Un Mot sur le Protestantisme. Beeger, Sion, 1906

Jules-Maurice Abbet (* 12. September 1845 in Bex; † 11. Juli 1918 in Sitten) war Bischof von Sitten.

## Leben
Jules-Maurice-Albert Abbet war der Sohn von Joseph-Marie Abbet und der Emérentienne Mermoud. Er kam im Kanton Waadt zur Welt, da sein Vater nach der konservativen Machtübernahme von 1844 nach Bex flüchten musste. Nach dem Besuch der Kollegien von Sitten und Brig ging er nach Innsbruck, wo er in Theologie und Kirchenrecht doktorierte. Die Priesterweihe empfing er 1870 in Feldkirch. Jules-Maurice Abbet kehrte ins Wallis zurück und übernahm 1871 Professorenstellen am Kollegium Sitten, am Priesterseminar und an der Walliser Rechtsschule, bis er 1880 Stadtpfarrer und Domherr von Sitten wurde.
Der Grosse Rat wählte ihn 1895 aus einem Vierervorschlag des Domkapitels zum Hilfsbischof von Adrien Jardinier mit Nachfolgerecht. Es war die letzte Bischofswahl im Wallis, die in dieser Form durch das Kantonsparlament vorgenommen wurde. Papst Leo XIII. bestätigte die Wahl und ernannte ihn gleichzeitig zum Titularbischof von Troas. Die Bischofsweihe erfolgte 1896 durch Joseph Paccolat, Abt von Saint-Maurice.
Während seiner Zeit als Hilfsbischof blieb das Amt des Generalvikars unbesetzt. Die persönliche Leitung des Bistums und den Bischofstitel übernahm er 1901 nach dem Tod seines Vorgängers. Sein naher Verwandter Joseph-Émile Abbet, Abt von Saint-Maurice, empfing 1909 durch ihn die Bischofsweihe. Von 1912 bis zu seinem Tod 1918 führte er die Schweizerische Bischofskonferenz. Er starb an den Folgen der Spanischen Grippe.

## Pfarreigründungen
- 1898: Blatten
- 1901: Ried-Brig
- 1902: Eggerberg
- 1903: Feschel
- 1904: Ried-Mörel
- 1907: Saas-Balen
- 1910: Betten
- 1913: Steg
- 1913: Termen
- 1915: Vernamiège